# Hipparchia leighebi
Hipparchia leighebi is een vlinder uit de onderfamilie Satyrinae van de familie Nymphalidae (aurelia's). De wetenschappelijke naam is voor het eerst geldig gepubliceerd in 1976 door Kudrna.
De soort komt voor in Europa.